# Prosody
Prosody (früher lxmppd) ist ein plattformunabhängiger XMPP-Server. Selbsterklärtes Ziel bei der Entwicklung ist die einfache Bedienbarkeit, geringe Systemauslastung und Erweiterbarkeit.
Eingesetzt wird Prosody unter anderem von identi.ca, Jitsi Meet sowie Peter Saint-Andre, dem Präsidenten der XMPP Standards Foundation.

## Entwicklungsgeschichte
Die Entwicklung von Prosody wurde von Matthew Wild im August 2008 als lxmppd gestartet.
Prosody wurde ursprünglich unter der GNU General Public License (GPL) veröffentlicht, ist jedoch mit Version 0.3.0 auf die MIT-Lizenz umgestiegen.